# 1863 en arts plastiques
| Années des arts plastiques : 1860 - 1861 - 1862 - 1863 - 1864 - 1865 - 1866    |
| Décennies des arts plastiques : 1830 - 1840 - 1850 - 1860 - 1870 - 1880 - 1890 |

Cette page concerne l'année 1863 en arts plastiques.

## Événements
- Création par l'empereur Napoléon III du salon des refusés, dans une autre partie du Palais de l’Industrie que celle réservée aux œuvres du salon de peinture et de sculpture. Manet y expose Le Déjeuner sur l'herbe (alors appelé Le Bain), qui provoque un scandale critique et public.
- 3 août - 15 octobre : ouverture du Salon de Bruxelles de 1863.

## Œuvres
- Olympia : peinture à l'huile d'Édouard Manet,
- Le Déjeuner sur l'herbe : peinture à l'huile d'Édouard Manet,

Olympia.

Le Bain turc

- Jeune Homme en costume de majo : peinture à l'huile d'Édouard Manet,
- Le Bain turc : peinture à l'huile d'Ingres.
- La Blanchisseuse d'Honoré Daumier

## Naissances
- 1er janvier : Georges-Auguste Lavergne, peintre français († 26 mai 1942),
- 2 janvier : Trybalski, peintre roumain († 4 août 1934),
- 19 janvier :
  - Lucien Métivet, peintre, affichiste et illustrateur français († 1932),
  - Gaston Prunier, peintre français († 22 octobre 1927),
- 20 janvier : Félix Carme, peintre français († 17 février 1938),
- 25 janvier : Claudia Bret-Charbonnier, peintre française († 1951),
- 26 janvier: Georges Griveau, peintre et graveur français († 9 décembre 1943),
- 27 janvier : Maurice Ray, peintre et illustrateur français († 12 décembre 1938),
- 10 février : Jacques Morion, peintre français († 23 septembre 1904),
- 5 février : Georg Mühlberg, peintre, dessinateur et illustrateur allemand († 1er janvier 1925),
- 15 février : Pietro Scoppetta, peintre italien († 9 novembre 1920),
- 20 février : Lucien Pissarro,  peintre français († 10 juillet 1944),
- 23 février : Franz von Stuck, peintre, sculpteur, graveur et architecte allemand († 30 août 1928),
- 27 février : Joaquín Sorolla y Bastida, peintre espagnol († 10 août 1923),
- 1er mars : Alexandre Golovine, peintre et décorateur de théâtre russe puis soviétique († 17 avril 1930),
- 6 mars : Gustave Dennery, peintre français († 10 octobre 1953),
- 17 mars : Palma d'Annunzio Daillion, peintre, sculptrice et graveuse en médailles française d'origine italienne († 1943),
- 30 mars : Adrien Lemaître, peintre français († 12 janvier 1944),
- 3 avril : Henry Van de Velde, peintre, architecte, décorateur d'intérieur et enseignant belge († 15 octobre 1957),
- 8 avril : Adolphe Rey, peintre français († 27 août 1944),
- 14 avril : Paul Antin, peintre français († 8 avril 1930),
- 16 avril : Émile Friant, peintre et graveur français († 9 juin 1932),
- 20 avril : Félix Courché, peintre français du courant symboliste († 1944),
- 25 avril : Eugène Vavasseur, affichiste, caricaturiste, graphiste et lithographe français († 6 février 1949),
- 28 avril : Henri-Victor Lesur, peintre français († 24 mars 1937),
- 5 mai : Jules Ernest Renoux, peintre français († 9 juin 1932),
- 6 mai : Arsène-Marie Le Feuvre, peintre et homme politique français († 12 décembre 1936),
- 12 mai : Joseph Garibaldi, peintre français († 6 mai 1941),
- 23 mai : Louis Rémy Sabattier, peintre et illustrateur français († 15 mars 1935),
- 30 mai : Léon Desbuissons, peintre, graveur et aquafortiste français († 4 décembre 1944),
- 2 juin : Émile Quentin-Brin, peintre français († 31 juillet 1950),
- 10 juin : Madeleine Zillhardt, peintre française († 16 avril 1950),
- 16 juin : Arturo Michelena, peintre vénézuélien († 29 juillet 1898),
- 21 juin : Sarah Cecilia Harrison, peintre irlandaise († 23 juillet 1941),
- 22 juin : Achille Varin, peintre français († 1942),
- 24 juin : Henry Gerbault, peintre, illustrateur, affichiste et dramaturge français († 19 octobre 1930),
- 12 juillet : Charles Cottet, peintre et graveur français († 25 septembre 1925),
- 31 juillet : Ernest Biéler, peintre suisse († 25 juin 1948),
- 3 août : Louis Sparre, peintre suédois († 26 octobre 1964),
- 12 août : Marie Auguste Lauzet, peintre et graveur français († 29 septembre 1898),
- 18 août : Gudmund Stenersen, peintre et illustrateur norvégien († 17 août 1934),
- 19 août : Paul Jobert, peintre de marine français († 24 mars 1942),
- 22 août : Constantin Kousnetzoff, peintre russe puis soviétique († 30 décembre 1936),
- 3 septembre : Jean Alfred Marioton, peintre français († 6 avril 1903),
- 8 septembre : Eugène Marie Louis Chiquet, peintre, graveur au burin et aquafortiste français († 1942),
- 28 septembre : Louis Legrand, peintre, dessinateur et graveur français († 12 juin 1951),
- 7 octobre : Paul Madeline, peintre post-impressionniste français († 12 février 1920),
- 13 octobre : Martin Aagaard, peintre norvégien († 1913),
- 11 novembre : Paul Signac, peintre français († 15 août 1935),
- 12 novembre : Victor Koos, peintre français († 15 juin 1925),
- 22 novembre : Sem, illustrateur, affichiste, caricaturiste, chroniqueur mondain et écrivain français († 24 novembre 1934),
- 24 novembre : Jean Danguy, peintre français († 1926),
- 27 novembre : Josef Block, peintre allemand († 20 décembre 1943),
- 28 novembre : Charles Filiger, peintre français († 11 janvier 1928),
- 29 novembre : Jules-Alexis Muenier, peintre et photographe français († 17 décembre 1942),
- 30 novembre : Henri Jourdain, peintre, sculpteur, dessinateur, graveur et illustrateur français († 5 août 1931),
- 7 décembre : Adolf Hering, peintre et illustrateur allemand († 14 juin 1932),
- 12 décembre : Edvard Munch, peintre et graveur norvégien († 23 janvier 1944),
- 15 décembre : Charles-Théodore Bichet, peintre et aquarelliste français († 1929).
- 22 décembre : Paul Jamot, peintre, critique d’art et conservateur de musée français († 13 décembre 1939),
- 23 décembre : Albert Trachsel, architecte, peintre et poète suisse († 26 janvier 1929),
- ? :
  - Jeanne Amen, peintre française († 9 avril 1923),
  - Louis Delfosse, peintre français († 1925),
  - Riccardo Pellegrini, peintre italien († 31 mars 1934),
  - Vassili Perepliotchikov, peintre de paysages et graphiste russe († 1918).

## Décès
- 17 janvier : Horace Vernet, peintre français, membre de l'Institut (° 30 juin 1789),
- 7 février : Fortunato Duranti, peintre et collectionneur d'art italien (° 25 septembre 1787),
- 17 février : Antonio de Brugada, peintre espagnol (° 5 décembre 1804),
- 21 février : Pierre-Nolasque Bergeret, peintre et lithographe français (° 30 janvier 1782),
- 3 mai : Émile Loubon, peintre français (° 12 janvier 1809),
- 24 mai : Elisa de Lamartine, peintre et sculptrice française (° 13 mars 1790),
- 17 juillet : Moïse Jacobber, peintre français d'origine allemande (° 6 mars 1786),
- 26 juillet : Joseph Soumy, peintre, lithographe et graveur au burin français (° 28 février 1831),
- 28 juillet : Bernardo Celentano peintre italien (° 23 février 1835),
- 13 août : Eugène Delacroix, peintre français (° 26 avril 1798),
- 25 septembre : Jean Murat, peintre français (° 16 septembre 1807),
- 4 décembre : James Duffield Harding, peintre, aquarelliste et lithographe britannique (° 1798),
- ? :
  - Filippo Marsigli, peintre d'histoire italien (° 15 septembre 1790),
  - Carlo Ruspi, peintre italien  (° 1798),
  - Raffaele Spanò, peintre italien (° 1817).
  - Étienne-Napoléon Cournaud, sculpteur français (° 1807).